# Genting Highlands

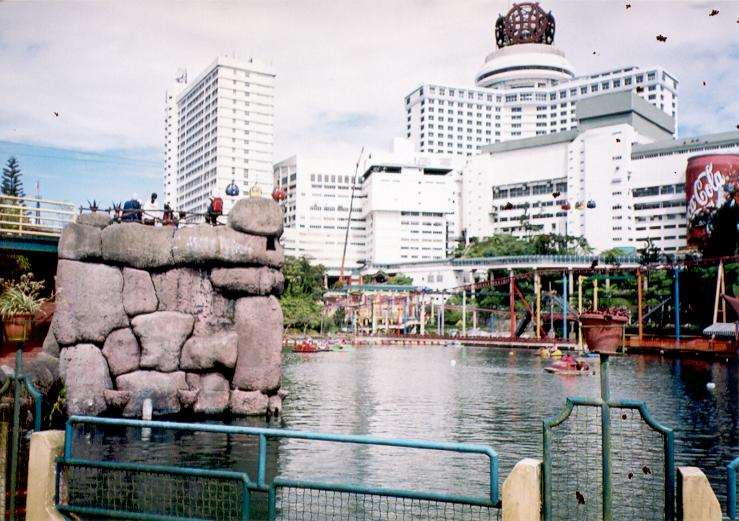
Genting Highlands

Genting Highlands é o pico de uma montanha dentro do Titiwangsa Montanhas na fronteira entre os estados de Pahang e Selangor na Malásia. É o local de um famoso resort de montanha com o mesmo nome e fica a uma hora de Kuala Lumpur.